# Terlény
Terlény (szlovákul Malé Tŕnie, korábban Trlinok, németül Terling) Csukárd-Terlény község része, 1964-ig önálló község Szlovákiában, a Pozsonyi kerületben, a Bazini járásban. Ma Csukárddal együtt alkotja Csukárd-Terlény (Vinosady) községet.

## Fekvése
Bazintól 2 km-re északkeletre fekszik.

## Története
A falu területe eredetileg a Csukár család birtoka. 1291-ben Csukár Péter fia János a birtokot a pozsonyi káptalannak adományozta. Nem sokkal ezután a birtok egy része a Szentgyörgyi-Bazini grófoké lett. Ezt a részt 1292-ben Minor Turne néven említi oklevél, melyet későbbi magyar nevén Terlénynek neveztek. A kipusztított lakosság pótlására még a 13. században németeket telepítettek. A német Tierling névből ered a falu későbbi magyar neve is.
1553-ban Serédy Gáspár, 1647-ben Osztrosich Mihály birtoka. Később Vöröskő várának tartozékaként a Pálffy családé lett, akik 1776-ban barokk kastélyt építettek ide. A település a 18. századig megőrizte német többségét, ezután a németeket fokozatosan szlovákok váltották fel. Lakói főként szőlőtermesztéssel, borászattal foglalkoztak.
Vályi András szerint "TERLING. Tót falu Pozsony Várm. földes Ura Deschán Uraság, lakosai katolikusok, és evangelikusok, fekszik Modrához közel, és annak filiája, Csukárdnak szomszédságában; határja 1  nyomásbéli, rozsot, árpát, zabot jól terem, erdeje, réttye, legelője, szőleje van, piatza Bazinban, Modrán, és Pozsonyban."
Fényes Elek szerint "Terling, tót falu, Poson vgyében, Modortol délre 1 fertély óra, az országutban: 133 kath., 274 evang. lak., egy régi kastéllyal, s jó bortermesztéssel."
Pozsony vármegye monográfiája szerint "Terling, a Kis-Kárpátok alatt fekszik. Hajdan német község volt, ma pedig tótok a lakosai. Összesen 62 házzal és 341 ág. ev. h. vallású lakost számlál. E község hajdan Turna, Türne és Ternye néven Csukárddal egy falut alkotott. Első említése Bazin város 1256-ból való határleírásában fordul elő, azután a pozsonyi káptalannak 1294-ből való okiratában, melylyel Miklós fia Hune, Miklós fiainak Ábrahámnak és Izsáknak adományozza. A budai káptalannak 1347-iki okírata Terene néven már külön községként említi. 1553-ban Serédy Gáspáré, 1647-ben Osztrosich Mátyásé. Később a vöröskői uradalomhoz tartozott, de azután királyi birtok lett és 1754-ben Dejean János Antal kapta Mária Teréziától adományban. Ő építtette itt a kastélyt is, mely 1884-ben buchsteini Haase Gottlieb tulajdonába került, a ki az ódon épületet lebontatta és helyébe szép, emeletes kastélyt építtetett, mely ma, a hozzátartozó birtokkal együtt, Grosszner Samu tulajdona. A községnek nincs temploma. Postája, távírója és vasúti állomása Bazin."
A trianoni békeszerződésig Pozsony vármegye Szenci járásához tartozott. Csukárd és Terlény községeket 1964-ben egyesítették.

## Népessége
1910-ben Terlénynek 327, túlnyomórészt szlovák lakosa volt.
2001-ben 969 lakosából 953 szlovák volt.

## Nevezetességei
- A Pálffy-kastély 1776-ban épült barokk stílusban, 1884-ben átépítették.

## Külső hivatkozások
- Csukárd-Terlény hivatalos oldala
- Községinfó
- Csukárd-Terlény Szlovákia térképén
- Az elemi iskola honlapja
- A Szent Márton templom orgonája Archiválva 2009. január 16-i dátummal a Wayback Machine-ben
- Rövid képes ismertető németül
- Jana Oršulová cikke a Pálffy-kastélyról (szlovák nyelven)